# Marcelo Rebelo de Sousa
Marcelo Nuno Duarte Rebelo de Sousa (portugalska izgovorjava: [mɐɾˈsɛlu ˈnunu ˈdwaɾtɨ ʁɨˈbelu dɨ ˈsozɐ]), portugalski akademik in politik; * 12. december 1948, Lizbona.
Je 20. predsednik Portugalske. Je član Socialdemokratske stranke (članstvo je med predsedovanjem začasno zamrznil). Pred opravljanjem predsedniške funkcije je bil vladni minister, poslanec v skupščini Portugalske republike, pravnik, novinar, politik. analitik in profesor prava.

## Mladost
Rojen je v Lizboni; je najstarejši sin Baltasarja Rebela de Souse (1921–2001) in njegove žene Marije das Neves Fernandes Duarte (1921–2003). Rekel je, da je njegova mati imela judovsko poreklo. Poimenovan je po svojem botru Marcelu Caetanu, zadnjem premierju režima Estado Novo.
Rebelo de Sousa je profesor in publicist, specializiran za ustavno upravno pravo. Doktoriral je na Univerzi v Lizboni, kjer je nato poučeval pravo.

## Strankarska politika in akademska kariera
Rebelo de Sousa je svojo kariero začel med Estado Novo kot odvetnik, kasneje pa kot novinar. Pridružil se je Popularni demokratski stranki in postal poslanec v republiški skupščini. V tem času je leta 1976 pomagal pri pripravi portugalske ustave. Pozneje je prestopil k pridruženemu predsedniku vlade Franciscu Pintu Balsemãou. Skupaj z njim je bil sočasno ustanovitelj, direktor in skrbnik časopisa Expresso, ki je v lasti Pinta Balsemãoja. Bil je tudi ustanovitelj podjetja Sedes ter ustanovitelj in predsednik upravnega sveta drugega časopisa Semanário. Začel je kot politični analitik in strokovnjak na radiu TSF s svojimi Izpiti, v katerih je glavnim političnim akterjem podeljeval ocene med 0 in 20.
Leta 1989 je kandidiral za predsednika občinske zbornice Lizbone (župan Lizbone), vendar je volitve izgubil proti Jorgeju Sampaiou. Tekom kampanje se je potopil v reko Tajo, da bi dokazal, da kljub nasprotnim trditvam ni bila onesnažena. Na drugih lokalnih volitvah je postal tudi predsednik občinske skupščine Cascaisa (1979–1982) in predsednik občinske skupščine Celorico de Basto (1997–2009).

### Vodja PSD, 1996–1999
Rebelo de Sousa je bil vodja Socialdemokratske stranke od 29. marca 1996 do 27. maja 1999 (nekaj tednov pred izvolitvijo za vodjo stranke je izjavil, da ne bo kandidat za vodstvo, "Tudi če bi Kristus prišel na Zemljo"). Leta 1998 je z Ljudsko stranko ustvaril desnosredinsko koalicijo Demokratično zavezništvo. Postal pa je podpredsednik Evropske ljudske stranke – Evropski demokrati. Z mesta predsednika PSD je odstopil 1. maja 1999. 

### Po vodenju
Vsako nedeljo je imel tedenski program politične analize na javni TV RTP, potem ko je pred tem imel podoben program na zasebni televiziji TVI, kjer so ga predstavili kot "najmodrejšega in najbolj pronicljivega političnega analitika sedanjega časa". Njegovi komentarji so zajemali vse, od politike do športa, vključno s slavnimi predstavitvami in komentarji najnovejših objavljenih knjig, včasih pa so bili kontroverzni, nekatere komentarje pa so obravnavali kot osebne in politične napade.
V svoji analizi, še vedno v TVI, je pogosto napadal Pedra Santano Lopesa; trdil je, da ni pravi profil za predsednika republike, prav tako je pogosto pikro komentiral nekatere ostale portugalske politike.. Predsednik mreže Miguel Pais do Amaral ga je na zasebni večerji prosil, da bi bil Marcelo pri svojih napadih zmernejši, kar je Marcelo vzel kot obliko cenzure, ki je privedla do njegovega izstopa iz programa in kanala. Po tej epizodi ga je najel RTP.
Delno zaradi teh dogodkov je predsednik Jorge Sampaio razpustil skupščino republike, kar je pomenilo tudi razpustitev vlade v času, ko je imela stabilno koalicijsko večino, in poziv k pričakovanim volitvam, ki so privedle do poraza Santana Lopesa.
Leta 2010 je zapustil RTP in se vrnil na TVI, kjer je vodil enak program, kot na prejšnji postaji.
Predsednik Aníbal Cavaco Silva ga je imenoval za člana državnega sveta, zaprisego pa 6. aprila 2006.
Bil je vodilni zagovornik "pro-life" strani portugalskega referenduma o splavu leta 2007. Ustanovil je celo spletno stran z naslovom "Assim Não" (ne tako). Videoposnetek, objabljen na strani je postal tako znan, da ga je v Saturday Night Live- fashion parodirala slavna humoristična skupina Gato Fedorento.

## Predsednik Portugalske
24. januarja 2016 je bil Rebelo de Sousa v prvem krogu glasovanja izvoljen za predsednika Portugalske. Bil je neodvisen kandidat in pozival k zmernosti in medstrankarskemu soglasju. Med svojo volilno kampanjo je obljubil, da bo popravil politične delitve in težave portugalske reševalne službe 2011–14. V nasprotju s predhodnikom Aníbalom Cavacom Silvo še nikoli ni bil na najvišjem državnem položaju.

Marca 2020 je Rebelo de Sousa prosil parlament, naj odobri izredno stanje za obvladovanje pandemije COVID-19; to je pomenilo prvič, da je država v 46 letih demokratične zgodovine po vsej državi razglasila izredno stanje. Decembra 2020 je Rebelo de Sousa napovedal namero, da se bo ponovno potegoval za predsedniški mandat na portugalskih predsedniških volitvah leta 2021. Marcelo je bil ponovno izvoljen za predsednika januarja 2021 s 60,7% glasov, kar je tretja najvišja razlika med glasovi doslej na predsedniških volitvah na Portugalskem po revoluciji nageljnov. Bil je tudi prvi kandidat, ki je kdaj zmagal na glasovanju v vseh občinah; od 51,3% v okrožju Beja in 72,16% na Madeiri.
Rebelo de Sousa je kot predsednik Portugalske obiskal Vatikan, Španijo, Mozambik, Maroko, Brazilijo, Švico, Kubo, Združeno kraljestvo, Grčijo, Združene države Amerike in Angolo . Prvi obisk je bil v Vatikanu, kjer so se srečali papež Frančišek in kardinal državni sekretar Pietro Parolin. Med 30. majem in 1. junijem 2021 se je mudil na državniškem obisku v Republiki Sloveniji, kasneje zopet 18. in 19. marca 2025.

## Zasebno
27. julija 1972 se je Rebelo de Sousa poročil z Ano Cristino da Gama Caeiro da Mota Veiga v župniji São Bento do Mato v Évori. Nevesta, rojena 4. junija 1950 v lizbonski župniji Santos-o-Velho, je hči Antónia da Mota Veige in Marije Emílie da Gama Caeiro. Imata dva otroka:
- Nuno da Mota Veiga Rebelo de Sousa (r. São Sebastião da Pedreira, Lizbona, 8. avgust 1973) in
- Sofia da Mota Veiga Rebelo de Sousa (r. São Sebastião da Pedreira, Lizbona, 27. september 1976).

Par se je razšel leta 1980, vendar se ni nikoli ločil, Sousa pa je kot razlog za svojo željo, da bi ohranil zakonsko vez, navedel svojo rimskokatoliško vero. S svojo nekdanjo študentko Rito Amaral Cabral je začel hoditi v osemdesetih letih dvajsetega stoletja. Ohranjata priložnostno zvezo, vendar živita ločeno.
Rebelo de Sousa trdi, da spi le štiri do pet ur na noč in da prebere po dve knjigi na dan. Je navdušen deskar. Je ljubitelj klasične glasbe, zlasti Giuseppeja Verdija.